# 周学熙
周学熙（1866年1月12日—1947年9月26日），字缉之，号止庵，安徽建德（今东至）人，清末民初实业家，政治家，举人。袁世凯幕僚。开滦矿务局、启新洋灰公司、华新纺织公司、耀华玻璃公司的创办人。山东大学首任校长。清两江总督周馥之子。

## 生平
周学熙生于1866年1月12日（清同治四年十一月二十六日）。
1894年（光緒二十年）中甲午科举人，最初在浙江为官，1900年为山东候补道员，入袁世凯幕下，后随袁来天津，主持北洋实业。1903年赴日本考察工商业，回国后总办直隶工艺总局。1905年，出任天津道，办商品陈列所、植物园、天津铁工厂、滦州煤矿公司、天津造币厂、唐山启新洋灰公司、天津高等工业学堂等。1907年任长芦盐运使。1908年任京师自来水公司总理，经过22个月的精心努力，1910年3月正式向北京城厢区开始供应自来水，1912年出任中華民國北京政府陸徵祥内阁财政总长，主持北洋政府向五国银团的善后大借款。1915年第一次徐世昌內閣中担任财政总长。1916年4月脱离政界。1922年与比利时商人合办耀华玻璃公司。1927年退休。1947年迁居北平屯绢胡同，同年逝世。

## 家庭
周学熙的一个妹妹嫁给了袁世凯八儿子袁克轸。儿子周明泰、周明焯、周明夔、周明恩、周明谦（早殇）。
周家的祠堂在今天津河东区光华桥旁，原河沿街小学及荐福庵及原轧钢四厂等处。